# ルーカス・バリストロム
ルーカス・バリストロム（Lucas Bergström, 2002年9月5日 - ）は、フィンランド・パライネン出身のプロサッカー選手。フィンランド代表。RCDマジョルカ所属。ポジションはゴールキーパー。

## 経歴

### クラブ
4歳でサッカーを始め、2018年、母国フィンランドのTPSからチェルシーの下部組織へと移った。2018-19シーズン最終節のレディング戦でユースチームデビューを果たすと、2019年9月にプロ契約を交わした。
2021年9月14日、UEFAチャンピオンズリーグ・グループリーグのゼニト・サンクトペテルブルク戦でトップチームのメンバー入り。
2022年7月、EFLリーグ1のピーターバラ・ユナイテッドにローン移籍。7月30日、チェルトナム・タウンとのリーグ開幕戦でプロデビューし、試合は3-2で勝利した。
2024年2月29日、スウェーデンのブロマポイカルナにローン移籍。
2025年7月15日、スペインのマジョルカに2年契約（+2年の延長オプション付き）でフリー加入。マジョルカにフィンランド人選手が所属するのは、1985-86シーズンのミカ・リッポネンに次いで2人目である。

### 代表
2018年以降、フィンランドの各世代別代表に選出されている。
2021年から2022年にかけて、U-21欧州選手権予選を戦うU-21代表のメンバーに召集されていたが、ヴィルヤミ・シニサロの控えの立場であり、このチームでの初出場は2023年3月25日、北マケドニアとの親善試合であった。
2023年1月9日には、スウェーデンとの親善試合でA代表デビューを果たした。
2025年のUEFA U-21欧州選手権では、グループステージの全3試合にフル出場した。

## 個人成績

### クラブ
| 国内大会個人成績 | 国内大会個人成績 | 国内大会個人成績 | 国内大会個人成績   | 国内大会個人成績 | 国内大会個人成績 | 国内大会個人成績 | 国内大会個人成績 | 国内大会個人成績 | 国内大会個人成績 | 国内大会個人成績 | 国内大会個人成績 |
| 年度             | クラブ           | 背番号           | リーグ             | リーグ戦         | リーグ戦         | リーグ杯         | リーグ杯         | オープン杯       | オープン杯       | 期間通算         | 期間通算         |
| 年度             | クラブ           | 背番号           | リーグ             | 出場             | 得点             | 出場             | 得点             | 出場             | 得点             | 出場             | 得点             |
| イングランド     | イングランド     | イングランド     | イングランド       | リーグ戦         | リーグ戦         | FLカップ         | FLカップ         | FAカップ         | FAカップ         | 期間通算         | 期間通算         |
| ---------------- | ---------------- | ---------------- | ------------------ | ---------------- | ---------------- | ---------------- | ---------------- | ---------------- | ---------------- | ---------------- | ---------------- |
| 2022-23          | ピーターバラ     | 1                | リーグ1            | 21               | 0                | 1                | 0                | 3                | 0                | 25               | 0                |
| 2023-24          | チェルシー       | 47               | プレミアリーグ     | 0                | 0                | 0                | 0                | 0                | 0                | 0                | 0                |
| スウェーデン     | スウェーデン     | スウェーデン     | スウェーデン       | リーグ戦         | リーグ戦         | リーグ杯         | リーグ杯         | オープン杯       | オープン杯       | 期間通算         | 期間通算         |
| 2024             | ブロマポイカルナ | 35               | アルスヴェンスカン | 3                | 0                | 1                | 0                | -                | -                | 4                | 0                |
| イングランド     | イングランド     | イングランド     | イングランド       | リーグ戦         | リーグ戦         | FLカップ         | FLカップ         | FAカップ         | FAカップ         | 期間通算         | 期間通算         |
| 2024-25          | チェルシー       | 47               | プレミアリーグ     | 0                | 0                | 0                | 0                | 0                | 0                | 0                | 0                |
| スペイン         | スペイン         | スペイン         | スペイン           | リーグ戦         | リーグ戦         | 国王杯           | 国王杯           | オープン杯       | オープン杯       | 期間通算         | 期間通算         |
| 2025-26          | マジョルカ       |                  | ラ・リーガ         |                  |                  |                  |                  | -                | -                |                  |                  |
| 通算             | イングランド     | イングランド     | リーグ1            | 21               | 0                | 1                | 0                | 3                | 0                | 25               | 0                |
| 通算             | イングランド     | イングランド     | プレミアリーグ     | 0                | 0                | 0                | 0                | 0                | 0                | 0                | 0                |
| 通算             | スウェーデン     | スウェーデン     | アルスヴェンスカン | 3                | 0                | 1                | 0                | -                | -                | 4                | 0                |
| 通算             | スペイン         | スペイン         | ラ・リーガ         |                  |                  |                  |                  | -                | -                |                  |                  |
| 総通算           | 総通算           | 総通算           | 総通算             | 24               | 0                | 2                | 0                | 3                | 0                | 29               | 0                |

### 代表
| フィンランド代表 | 国際Aマッチ | 国際Aマッチ |
| 年               | 出場        | 得点        |
| ---------------- | ----------- | ----------- |
| 2023             | 1           | 0           |
| 通算             | 1           | 0           |

## タイトル

### クラブ
チェルシー
- UEFAカンファレンスリーグ（2024-25）[11]